# 泰西婭·貝克布拉托娃
泰西婭·利沃夫娜·貝克布拉托娃（俄語：Таи́сия Льво́вна Бекбула́това）是一名俄羅斯記者。 2019年，她創辦了自己的網路雜誌Holod Media並獲獎。2020年，她與伊凡·薩夫羅諾夫在同一天被捕。俄羅斯將她貼上外國特務的標籤，當「假」新聞成為非法行為時，她和她的記者同事離開了俄羅斯。2022年，她被BBC評為巾幗百名之一。

## 生平
貝克布拉托娃就讀莫斯科國立大學的新聞學。大四時，她在俄羅斯日報《生意人報》實習。 她的新聞學教授柳德米拉·雷斯尼揚斯卡婭（Lyudmila Resnyanskaya）鼓勵她成為政治記者。
2012年，她開始在《生意人報》政治部擔任記者。 2017 年，她成為線上出版物 Meduza 的特約記者，在 2019 年之前撰寫和編輯政治和非政治主題的文章。
她於 2019 年推出了自己的線上雜誌 Holod Media。第一個主要報導是她對一名逃脫抓捕的連環殺人犯和強姦犯進行為期三個月的調查報導。德米特里·列別德是哈卡斯偏遠地區亞巴坎的一名計程車司機，他曾多次被捕，然後又被釋放，繼續犯罪。 受他襲擊的婦女倖存者被警察拒之門外，正義未能伸張，且倖存者們未能指證他。《Road to Askiz》故事於 2019 年 8 月出版，並為 Holod 贏得了Redkollegia頒發的第一個獎項。 貝克布拉托娃很快便召集了一支由其他記者組成的團隊。
調查伊凡·薩夫羅諾夫的俄羅斯官員於2020年7月搜查了她的家。伊凡·薩夫羅諾夫因涉嫌叛國而於當天被捕。 官員抵達時與她聯繫的帕維爾·奇科夫表示，她被帶去接受審問，但她的律師尼古拉·瓦西里耶夫 (Nikolai Vasilyev) 未被允許到場。2021年底，她被俄羅斯司法部列為外國特務，並移居提比里斯。
她的雜誌刊登了有關 2022 年俄羅斯入侵烏克蘭的新聞。 2022 年，俄羅斯政府通過新法律，規定發布「假」新聞為違法行為。 她的記者將因違反這些法律而面臨高達十五年的刑期。 保護記者委員會表示，記者正在「成群結隊」地移民，以避免新的審查制度。 貝克布拉托娃估計有 150 人離開，而且，她的 12 名員工已經離開該國。 她說，他們正在與留在俄羅斯的記者斷絕聯繫，這些記者決定留在俄羅斯以保障自身安全。
2022 年，BBC 將她與另外兩名俄羅斯女性列入巾幗百名。 BBC 引用她對婦女權利和俄羅斯入侵烏克蘭的報導。 根據報導，她說：“......婦女的權利通常是最先消失的。”